# حاجي بور
حاجي بور هي إحدى مدن ولاية بيهار الهندية، يبلغ عدد سكانها 147,688 نسمة وذلك حسب إحصائيات سنة 2011. يبلغ ارتفاعها عن سطح البحر قرابة 46 متر. تبلغ مساحتها 19.64 كم².

## المناخ
يظهر الجدول التالي التغييرات المناخية على مدار السنة لحاجي بور:
| البيانات المناخية لـحاجي بور                                           | البيانات المناخية لـحاجي بور | البيانات المناخية لـحاجي بور | البيانات المناخية لـحاجي بور | البيانات المناخية لـحاجي بور | البيانات المناخية لـحاجي بور | البيانات المناخية لـحاجي بور | البيانات المناخية لـحاجي بور | البيانات المناخية لـحاجي بور | البيانات المناخية لـحاجي بور | البيانات المناخية لـحاجي بور | البيانات المناخية لـحاجي بور | البيانات المناخية لـحاجي بور | البيانات المناخية لـحاجي بور |
| الشهر                                                                  | يناير                        | فبراير                       | مارس                         | أبريل                        | مايو                         | يونيو                        | يوليو                        | أغسطس                        | سبتمبر                       | أكتوبر                       | نوفمبر                       | ديسمبر                       | المعدل السنوي                |
| ---------------------------------------------------------------------- | ---------------------------- | ---------------------------- | ---------------------------- | ---------------------------- | ---------------------------- | ---------------------------- | ---------------------------- | ---------------------------- | ---------------------------- | ---------------------------- | ---------------------------- | ---------------------------- | ---------------------------- |
| متوسط درجة الحرارة الكبرى °م (°ف)                                      | 23.6 (74.5)                  | 26.3 (79.3)                  | 32.8 (91.0)                  | 33.8 (92.8)                  | 38.6 (101.5)                 | 36.4 (97.5)                  | 32.8 (91.0)                  | 32.2 (90.0)                  | 32.2 (90.0)                  | 31.8 (89.2)                  | 28.8 (83.8)                  | 24.9 (76.8)                  | 31.2 (88.1)                  |
| المتوسط اليومي °م (°ف)                                                 | 17.1 (62.8)                  | 19.6 (67.3)                  | 25.4 (77.7)                  | 28.3 (82.9)                  | 32.2 (90.0)                  | 31.6 (88.9)                  | 29.6 (85.3)                  | 29.4 (84.9)                  | 29.1 (84.4)                  | 27.2 (81.0)                  | 22.2 (72.0)                  | 18.1 (64.6)                  | 25.8 (78.5)                  |
| متوسط درجة الحرارة الصغرى °م (°ف)                                      | 10.7 (51.3)                  | 13.0 (55.4)                  | 18.1 (64.6)                  | 22.9 (73.2)                  | 25.9 (78.6)                  | 26.9 (80.4)                  | 26.5 (79.7)                  | 26.6 (79.9)                  | 26.1 (79.0)                  | 22.7 (72.9)                  | 15.7 (60.3)                  | 11.4 (52.5)                  | 20.5 (69.0)                  |
| الهطول مم (إنش)                                                        | 15 (0.6)                     | 6 (0.2)                      | 5 (0.2)                      | 8 (0.3)                      | 27 (1.1)                     | 137 (5.4)                    | 266 (10.5)                   | 259 (10.2)                   | 195 (7.7)                    | 66 (2.6)                     | 6 (0.2)                      | 3 (0.1)                      | 993 (39.1)                   |
| المصدر: Climate table (average high and low) and average precipitation |                              |                              |                              |                              |                              |                              |                              |                              |                              |                              |                              |                              |                              |

## وصلات خارجية
- الموقع الرسمي